# کوه‌های داخشتاین
کوه‌های داخشتاین (به آلمانی: Dachsteingebirge) رشته‌کوهی در رشته کوه‌های آهکی شمالی آلپ است.
این اصطلاح توسط باشگاه آلپاین اتریش در طبقه‌بندی رشته کوه‌های آلپ شرقی به عنوان یکی از ۲۴ زیرشاخه کوه‌های آلپ شمالی سنگ آهک (AVE No. 14) استفاده می‌شود و محدوده آن شامل:
- توده داخشتاین با بلندترین قله، هوهر داخشتاین (۲۹۹۵ متر (AA))
- گریمینگ (۲۳۵۱ متر بالاتر از سطح دریا (AA)) در شرق تا دره اشتایرین اِنس بالایی
- سارشتاین (۱۹۷۵ متر بالاتر از سطح دریا (AA)) در شمال در ساحل دیگر رودخانه تراون

## بخش‌ها
دو قله مجزای گریمینگ و سرشتاین به عنوان بخشی از محدوده داخشتاین به حساب می‌آیند زیرا هر دو از بلوک آهکی داخشتاین جدا شده‌اند، حتی اگر از دیدگاه هیدروگرافی و کوه‌نگاری کاملاً جدا باشند. این طبقه‌بندی در اوایل سال ۱۹۲۴ در بخش موریگل آلپ ظاهر شد.

## اب و هوا
| داده‌های اقلیم Krippenstein        | داده‌های اقلیم Krippenstein | داده‌های اقلیم Krippenstein | داده‌های اقلیم Krippenstein | داده‌های اقلیم Krippenstein | داده‌های اقلیم Krippenstein | داده‌های اقلیم Krippenstein | داده‌های اقلیم Krippenstein | داده‌های اقلیم Krippenstein | داده‌های اقلیم Krippenstein | داده‌های اقلیم Krippenstein | داده‌های اقلیم Krippenstein | داده‌های اقلیم Krippenstein | داده‌های اقلیم Krippenstein |
| ماه                               | ژانویه                     | فوریه                      | مارس                       | آوریل                      | مه                         | ژوئن                       | ژوئیه                      | اوت                        | سپتامبر                    | اکتبر                      | نوامبر                     | دسامبر                     | سال                        |
| --------------------------------- | -------------------------- | -------------------------- | -------------------------- | -------------------------- | -------------------------- | -------------------------- | -------------------------- | -------------------------- | -------------------------- | -------------------------- | -------------------------- | -------------------------- | -------------------------- |
| سابقهٔ بیش‌ترین °C (°F)             | ۱۳٫۵ (۵۶)                  | ۱۲٫۲ (۵۴)                  | ۱۲٫۲ (۵۴)                  | ۱۴٫۲ (۵۸)                  | ۱۸٫۷ (۶۶)                  | ۲۴٫۱ (۷۵)                  | ۲۶٫۰ (۷۹)                  | ۲۵٫۳ (۷۸)                  | ۲۴٫۰ (۷۵)                  | ۱۸٫۵ (۶۵)                  | ۱۴٫۵ (۵۸)                  | ۱۱٫۶ (۵۳)                  | ۲۶ (۷۹)                    |
| میانگین بیش‌ترین °C (°F)           | −۲٫۰ (۲۸)                  | −۲٫۶ (۲۷)                  | −۰٫۸ (۳۱)                  | ۱٫۷ (۳۵)                   | ۶٫۸ (۴۴)                   | ۹٫۷ (۴۹)                   | ۱۲٫۲ (۵۴)                  | ۱۲٫۷ (۵۵)                  | ۹٫۴ (۴۹)                   | ۶٫۴ (۴۴)                   | ۱٫۰ (۳۴)                   | −۱٫۰ (۳۰)                  | ۴٫۴۶ (۴۰)                  |
| میانگین روزانه °C (°F)            | −۵٫۴ (۲۲)                  | −۶٫۱ (۲۱)                  | −۴٫۴ (۲۴)                  | −۱٫۹ (۲۹)                  | ۳٫۳ (۳۸)                   | ۵٫۹ (۴۳)                   | ۸٫۴ (۴۷)                   | ۸٫۹ (۴۸)                   | ۵٫۷ (۴۲)                   | ۲٫۸ (۳۷)                   | −۲٫۴ (۲۸)                  | −۴٫۳ (۲۴)                  | ۰٫۸۸ (۳۳٫۶)                |
| میانگین کم‌ترین °C (°F)            | −۸٫۲ (۱۷)                  | −۸٫۸ (۱۶)                  | −۶٫۹ (۲۰)                  | −۴٫۴ (۲۴)                  | ۰٫۶ (۳۳)                   | ۳٫۱ (۳۸)                   | ۵٫۵ (۴۲)                   | ۶٫۰ (۴۳)                   | ۳٫۰ (۳۷)                   | ۰٫۲ (۳۲)                   | −۵٫۱ (۲۳)                  | −۷٫۰ (۱۹)                  | −۱٫۸۳ (۲۸٫۷)               |
| سابقهٔ کم‌ترین °C (°F)              | −۲۸٫۵ (−۱۹)                | −۲۴٫۰ (−۱۱)                | −۲۵٫۲ (−۱۳)                | −۱۶٫۰ (۳)                  | −۱۱٫۰ (۱۲)                 | −۵٫۸ (۲۲)                  | −۳٫۲ (۲۶)                  | −۷٫۰ (۱۹)                  | −۷٫۲ (۱۹)                  | −۱۵٫۰ (۵)                  | −۲۰٫۰ (−۴)                 | −۲۴٫۰ (−۱۱)                | −۲۸٫۵ (−۱۹)                |
| بارندگی میلی‌متر (اینچ)            | ۱۱۲٫۵ (۴٫۴۳)               | ۱۱۰٫۱ (۴٫۳۳)               | ۱۶۰٫۳ (۶٫۳۱)               | ۱۳۲٫۷ (۵٫۲۲)               | ۱۴۰٫۴ (۵٫۵۳)               | ۲۱۹٫۳ (۸٫۶۳)               | ۲۵۷٫۸ (۱۰٫۱۵)              | ۲۱۱٫۳ (۸٫۳۲)               | ۱۵۵٫۷ (۶٫۱۳)               | ۱۰۴٫۱ (۴٫۱)                | ۱۲۴٫۹ (۴٫۹۲)               | ۱۲۳٫۷ (۴٫۸۷)               | ۱٬۸۵۲٫۸ (۷۲٫۹۴)            |
| بارش برف سانتی‌متر (اینچ)          | ۱۲۴٫۵ (۴۹)                 | ۱۴۲٫۸ (۵۶٫۲)               | ۲۲۴٫۱ (۸۸٫۲)               | ۱۰۹٫۲ (۴۳)                 | ۴۱٫۱ (۱۶٫۲)                | ۱۶٫۶ (۶٫۵)                 | ۳٫۱ (۱٫۲)                  | ۶٫۹ (۲٫۷)                  | ۲۳٫۹ (۹٫۴)                 | ۳۹٫۳ (۱۵٫۵)                | ۱۰۱٫۷ (۴۰)                 | ۱۳۸٫۶ (۵۴٫۶)               | ۹۷۱٫۸ (۳۸۲٫۵)              |
| میانگین روزهای بارندگی (≥ ۱ mm)   | ۱۲٫۰                       | ۱۲٫۱                       | ۱۴٫۵                       | ۱۳٫۱                       | ۱۳٫۳                       | ۱۸٫۱                       | ۱۷٫۵                       | ۱۵٫۴                       | ۱۲٫۸                       | ۱۰٫۴                       | ۱۲٫۶                       | ۱۲٫۹                       | ۱۶۴٫۷                      |
| میانگین روزهای برفی (≥ ۱ cm)      | ۳۱٫۰                       | ۲۸٫۳                       | ۳۱٫۰                       | ۳۰٫۰                       | ۲۸٫۰                       | ۱۲٫۴                       | ۲٫۵                        | ۱٫۵                        | ۵٫۹                        | ۱۱٫۹                       | ۲۴٫۸                       | ۳۰٫۷                       | ۲۳۸                        |
| درصد رطوبت                        | ۶۸٫۹                       | ۷۴٫۳                       | ۷۷٫۹                       | ۸۱٫۴                       | ۷۷٫۱                       | ۸۰٫۶                       | ۷۸٫۸                       | ۷۶٫۲                       | ۷۷٫۳                       | ۶۸٫۶                       | ۷۲٫۰                       | ۷۰٫۷                       | ۷۵٫۳۲                      |
| میانگین روزانه ساعت‌های تابش آفتاب | ۱۱۴٫۳                      | ۱۲۵٫۷                      | ۱۴۳٫۶                      | ۱۴۵٫۴                      | ۲۰۴٫۷                      | ۱۷۳٫۲                      | ۱۹۳٫۴                      | ۲۰۵٫۲                      | ۱۶۸٫۴                      | ۱۶۶٫۲                      | ۱۰۲٫۹                      | ۹۸٫۵                       | ۱٬۸۴۱٫۵                    |
| درصد احتمال تابش آفتاب            | ۴۳٫۳                       | ۴۴٫۰                       | ۳۹٫۱                       | ۳۷٫۰                       | ۴۶٫۲                       | ۳۸٫۴                       | ۴۲٫۱                       | ۴۸٫۲                       | ۴۵٫۴                       | ۵۰٫۶                       | ۳۹٫۰                       | ۳۹٫۲                       | ۴۲٫۷۱                      |
| منبع: zamg.ac.at                  |                            |                            |                            |                            |                            |                            |                            |                            |                            |                            |                            |                            |                            |